# Oh Sang-uk
Oh Sang-uk (Daejeon, 30 de setembro de 1996) é um esgrimista sul-coreano, campeão olímpico.

## Carreira
Oh conquistou a medalha de ouro nos Jogos Olímpicos de Verão de 2020 em Tóquio ao lado de Kim Jun-ho, Kim Jung-hwan e Gu Bon-gil, após derrotar os italianos Luca Curatoli, Luigi Samele, Enrico Berrè e Aldo Montano na disputa de sabre por equipes.
Em 27 de julho de 2024, obteve o título do sabre individual nos Jogos Olímpicos em Paris a vencer o tunisiano Farès Ferjani na final por 15–11. Quatro dias depois, foi campeão do sabre por equipes no mesmo evento.